# Louis de Verjus

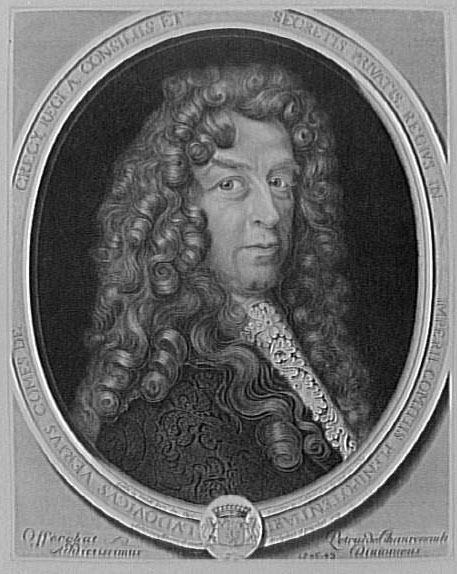

Louis Verjus, hrabia de Crécy (ur. 1629 w Paryżu, zm. 13 grudnia 1709) – francuski szlachcic i dyplomata, od 1679 r. członek Akademii Francuskiej (fotel 22).
Był francuskim plenipotentem, gdy podpisywano pokój w Rijswijk (1697). Potem już nie był wysyłany w misje dyplomatyczne.